# Leandro Almeida
Leandro Almeida, właśc. Leandro Almeida Silva (ur. 14 marca 1987 w  Belo Horizonte, Brazylia) – brazylijski piłkarz, grający na pozycji obrońcy.

## Kariera klubowa
Jest wychowankiem klubu Atlético Mineiro, występował w podstawowej jedenastce. Wykonywał funkcję kapitana drużyny oraz strzelał często karne.
28 czerwca 2009 roku za 2 miliony euro kupiony do Dynama Kijów, podpisując z klubem 5-letni kontrakt. 22 stycznia 2013 roku powrócił do ojczyzny, gdzie został piłkarzem Coritiba FBC. 26 czerwca 2015 przeniósł się do SE Palmeiras. W 2016 został wypożyczony do S.C. Internacional, w 2017 do Figueirense FC, a w kwietniu 2018 do Londrina EC.

## Sukcesy i odznaczenia

### Sukcesy klubowe
- mistrz Campeonato Mineiro: 2007
- wicemistrz Ukrainy: 2009/10